# Micranthes tenuis
Micranthes tenuis — вид трав'янистих рослин родини ломикаменеві (Saxifragaceae), поширений у Північній Америці, Північній Європі і Північній Азії. Етимологія: лат. tenuis — «тонкий».

## Таксономічні примітки
Micranthes tenuis морфологічно відрізняється від M. nivalis лише з великими труднощами. М. tenuis є диплоїдним (2n = 20), M. nivalis є гексаплоїдним (2n = 60). До недавнього часу (після 2000 року), більшість північноамериканських авторів не розрізняли M. tenuis і M. nivalis, у той час як були прийняті як самостійні види в Північній Європі, принаймні останні 60–80 років.

## Опис
Це багаторічні поодинокі трав'янисті рослини. Квіткові стебла прямостійні (2)3–8(10) см заввишки, 0.5–1.0(1.2) мм завширшки, по одному або іноді кілька з розетки, наявні залозисті волоски коротші, ніж діаметр стовбура, як правило, фіалкові або принаймні з фіалковими кінчиками і клітинними стінками. Листки чергові, усі базальні в розетках, 1.2–2.0 × 0.4–1.2 см завдовжки, листові пластини обернено-яйцевиді, із закругленою вершиною і звужуються більш-менш різко до короткого черешка, велико зубчасті з тупими трикутними зубцями. Суцвіття зазвичай 2–4-квіткові. Квіти радіально-симетричні з 5 вільними чашолистками і пелюстками. Чашолистки 3–4 × 1.5–2  мм, широко яйцевиді або обернено-яйцевиді. Пелюстки 3–4 × 1–2 мм, вузько обернено-яйцевиді, не перекриваються, в 1.2–1.5 рази довші за чашолистки, білого або рожевого кольору. Тичинок 10. Коробочки з численним насінням. 
Вегетативне розмноження лише цибулинками. Квітки дрібні й мало видимі й передбачається, що самозапилення може бути основним видом запилення. Поширення насіння часто відбувається після першого снігопаду, що збільшує відстань розпорошення по гладкій поверхні. Насіння також поширюють тварин, наприклад гуси.

## Поширення
Європа (Фарерські о-ви, Фінляндія, Ісландія, Норвегія [вкл. Шпіцберген], Швеція), Азія (Росія), Північна Америка (Ґренландія, Канада, Аляска). Населяє відкриту, мохову тундру, кам'янисті гряди, тінисті приступки.